# 明日はミスター・トロット
明日はミスター  ・トロット（내일은 미스터트롯、Mr. Trot）は、大韓民国で2020年に放送されたプロアマ参加の男性トロット歌手サバイバルオーディション番組。

## 概要
2020年1月2日から3月12日にかけて全11回放送された。3月14日は番外編が放送された。
なお日本でも同番組を翻案した『ミスタートロット ジャパン』が放送予定

## 参加者
- キム・ホジュン（朝鮮語版）
- ナ・テジュ（朝鮮語版）
- キム・ヒジェ（朝鮮語版）
- リュ・ジグヮン（朝鮮語版）
- アン・ソンフン（朝鮮語版）
- ヨンタク（朝鮮語版）
- イ・チャンウォン（朝鮮語版）
- イム・ヨンウン（朝鮮語版）
- チャン・ミンホ
- チョン・ミョンフン（朝鮮語版）